# Galo herido
El galo herido es una escultura de mármol de la Antigua Grecia que representa a un soldado herido. Posiblemente fue tallada por Agasias a finales del período helenístico alrededor del año 100 a. C. La escultura se encontró en el Ágora de los italianos de Delos. Está expuesta en el Museo Arqueológico Nacional  de Atenas (sala 30).

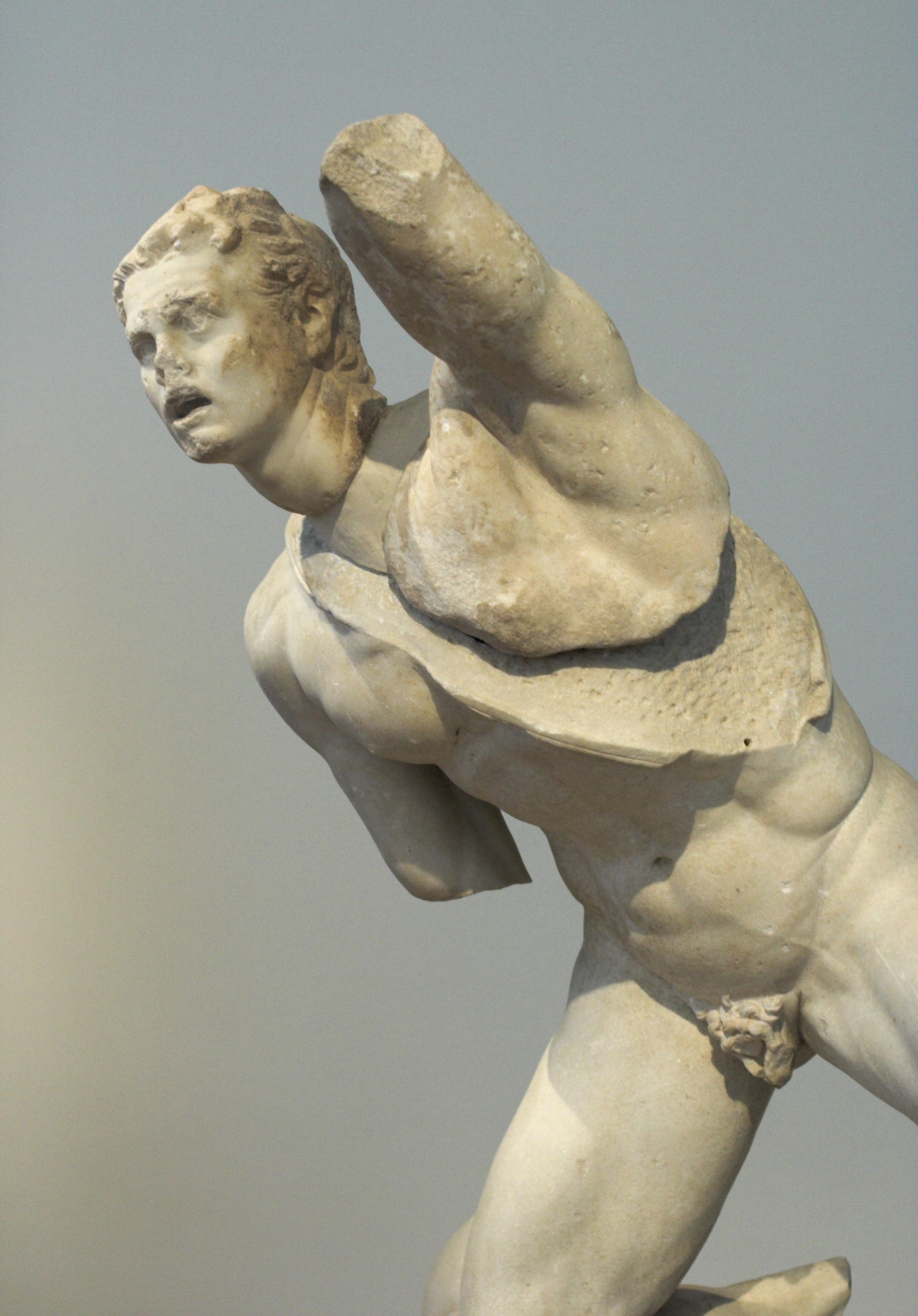
El galo herido.

La escultura representa a un galo que ha sido herido en batalla en la pierna, caído sobre la rodilla derecha y se defiende del enemigo con la mano izquierda. El hombre lleva casco. El tema era popular en la escultura helenística. La escultura es de mármol de Paros y mide 0,93 metros de altura.